# 村上定
村上 定（むらかみ てい / さだむ、1857年(安政4年） - 1932年）は、明治期の実業家・ジャーナリスト。共同火災保険株式会社設立者。三井銀行代表、三井倉庫社長兼支配人、東洋出版協会社長、熊本新聞主幹、神戸又新日報主筆などを歴任した。

## 経歴
安芸国竹原町に広島藩士として生まれる。村上家は代々同地の素封家として仕え、祖父の大井川改築の功により藩主から田地八十町を賜った大家であった。
家督を継いで東上し、大阪の集成中学に学んだ後慶應義塾に転じ、明治13年3月に卒業。直ちに熊本新聞に入社し主幹となる。神風連の乱に際して士族反乱を支持し、自由党系の志士とはかって東肥新聞を起こす。改進新聞、栃木新聞主筆を務め、時の県令・三島通庸の施政方針に反対して16回の発行停止を食らった。明治21年には、下野新聞に転じて国論の急先鋒として新聞日本などと共に、大隈重信の条約改正問題を攻撃。官吏侮辱罪で下獄したが、憲法発布に赦されて釈放された。
釈放後は実業界に身を転じ、山陽鉄道を経て三井家に聘される。第三十三銀行が破たんした際に大整理を断行して手腕を発揮し、三井倉庫の支配人に就任。明治39年には早川千吉郎の斡旋により、共同火災保険会社を設立。創立後は三井銀行の代表となり、田邉貞吉と共に社長専務取締役となった。この他、内国貯蓄銀行の重役なども務めた。